# Saint-Nicolas-aux-Bois

Saint-Nicolas-aux-Bois este o comună în departamentul Aisne din nordul Franței. În 1 ianuarie 2022 avea o populație de 116 de locuitori.